# Список самых высоких зданий Мальты
Список самых высоких зданий Мальты — перечень самых высоких зданий страны.

## Список
В этом списке приведены небоскрёбы Мальты с высотой от 50 метров, основанные на стандартных измерениях высоты. Эта высота включает шпили и архитектурные детали, но не включает антенны радиовышек и башен. Существующие сооружения включены для построения рейтинга, основываясь на текущей высоте. Знак равенства (=) после ранга указывает на ту же высоту между двумя или более зданий. В столбце «Год» указан год, в котором здание было завершено.
| Место | Здание                             | Фото | Высота м | Этажность | Год       | Город         | Примечания |
| ----- | ---------------------------------- | ---- | -------- | --------- | --------- | ------------- | ---------- |
| 1     | Портомасо                          |      | 97.54    | 23        | 2000      | Сент-Джулианс |            |
| 2     | Fort Cambridge Apartments South    |      | 73,18    | 20        | 2012      | Слима         |            |
| 3     | Fort Cambridge Apartments North    |      | 69,53    | 19        | 2012      | Слима         |            |
| 4     | Hotel Fortina & Fortina Spa Resort |      | 62,21    | 17        |           | Слима         |            |
| 5     | InterContinental Malta             |      | 55,81    | 15        | 2003      | Сент-Джулианс |            |
| 6     | The Preluna Hotel and Towers       |      | 51,23    | 14        | 1969/1990 | Слима         |            |

## Церкви
В списке перечислены церкви от 50 метров.
| Место | Здание                               | Фото | Высота м | Этажность | Год постройки | Город    | Примечания |
| ----- | ------------------------------------ | ---- | -------- | --------- | ------------- | -------- | ---------- |
| 1     | Rotunda of Xewkija                   |      | 75       |           | 1973          | Xewkija  |            |
| 2     | Basilica of Our Lady of Mount Carmel |      | 73.17    |           | 1958          | Валлетта |            |
| 3     | Собор Святого Павла                  |      | 63       |           | 1844          | Валлетта |            |